# Stephen Leacock

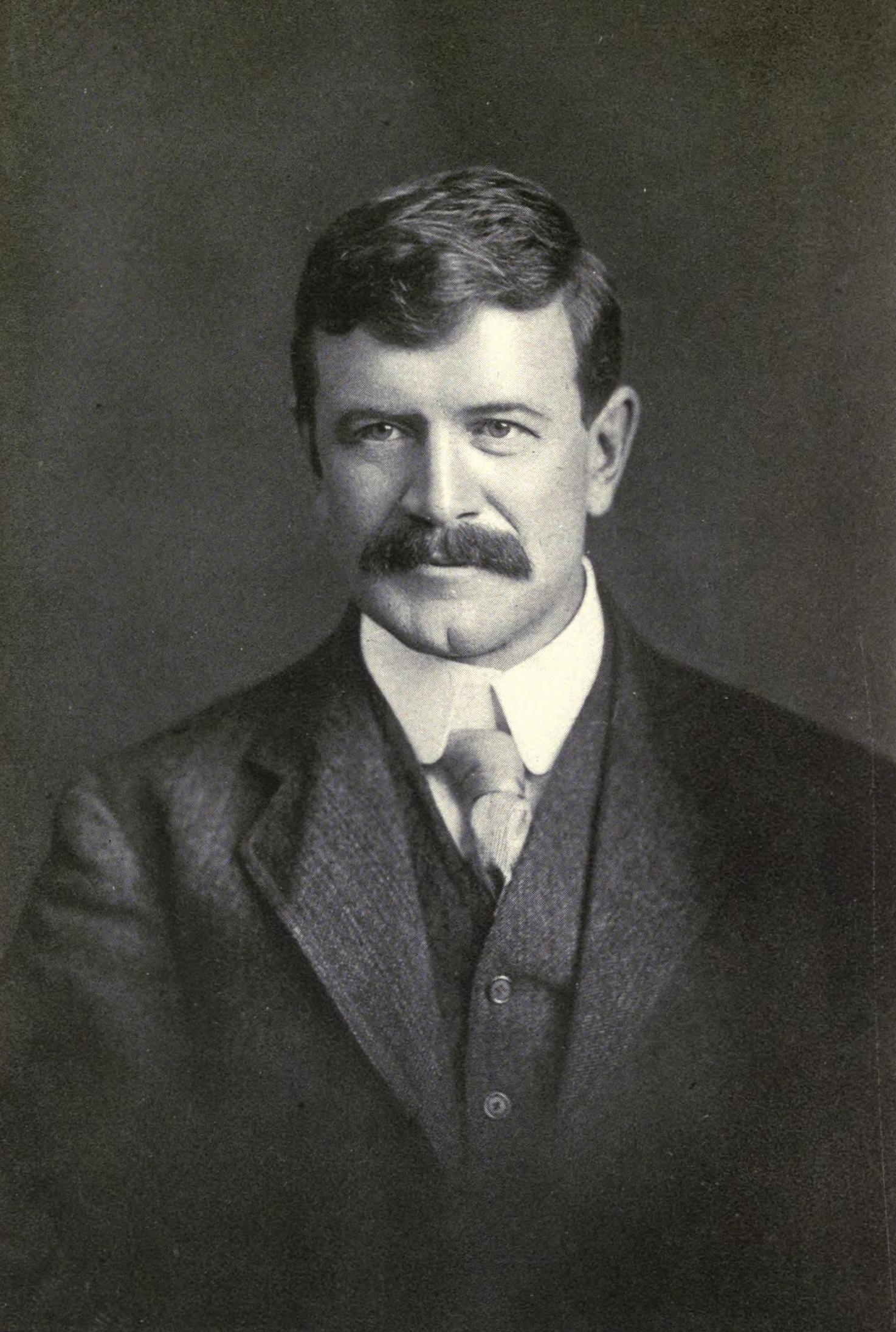
Stephen Leacock 1913

Stephen Butler Leacock (* 30. Dezember 1869 in Swanmore bei Bishop’s Waltham, Hampshire, Vereinigtes Königreich; † 28. März 1944 in Toronto, Ontario, Kanada) war ein kanadischer Politikwissenschaftler, Ökonom, Schriftsteller und Humorist.
Leacock war Professor für Politische Wissenschaften an der McGill-Universität in Montreal und Mitglied der Royal Society of Canada.
Er veröffentlichte mehr als 40 Bücher, darunter neben Fachliteratur zahlreiche Romane und Satiren sowie Biographien über Mark Twain und Charles Dickens. Leacock wird als kanadisches Pendant zu Mark Twain und führender kanadischer Autor des frühen 20. Jahrhunderts bezeichnet.
Die kanadische Bundesregierung, vertreten durch den für das Historic Sites and Monuments Board of Canada zuständigen Minister, ehrte Leacock am 15. Mai 1946 für sein Wirken sowie sein Werk und erklärte ihn zu einer „Person von nationaler historischer Bedeutung“.

## Leben
Leacocks Vater Walter Peter (1849–1940) entstammte einer wohlhabenden Familie, die ihr Vermögen auf Madeira gemacht hatte und auf einem Gut auf der Isle of Wight lebte. Als er 1867 mit 18 Jahren die schwangere, drei Jahre ältere Agnes Emma Butler heimlich heiratete, verstieß ihn seine Familie, und er versuchte sich in der Bewirtschaftung eines Bauernhofs in Swanmore, einem englischen Dorf in Hampshire. Dort wurde Stephen Leacock 1869 als drittes von elf Kindern geboren.
Seine älteren Brüder waren Thomas James, geboren 1867 und Arthur Murdock, geboren 1868. 1871 kam Bruder Charles John Gladstone, 1873 Tochter Agnes Arabella und 1875 Edward Peter zur Welt.
Als die junge, nun bereits achtköpfige Familie in wirtschaftliche Schwierigkeiten geriet, emigrierte sie 1875 nach Kanada, wo sie mit finanzieller Hilfe von Leacocks Großvater eine Farm in Ontario in der Nähe des Lake Simcoe erwarb. Dort kamen 1877 George David Young, 1878 Carline Theresa Frances, 1880 Maymee Douglas, 1884 Rosamond Mary und 1886 Margaret Lushington zur Welt.
Auch der Neuanfang in Kanada misslang, Peter Leacock wurde zunehmend zum Alkoholiker.
Stephen Leacock war ein guter Schüler und wurde von seinem Großvater, ebenso wie seine beiden älteren Brüder, an das Upper Canada College, eine Elite-Privatschule in Toronto geschickt, das er von 1882 bis 1887 besuchte.
1887 kam es zum Eklat mit dem Vater; Leacock und seine beiden älteren Brüder verwiesen den Vater des Hauses. Über Anlass und Verlauf des Streits gibt es verschiedene Darstellungen. Walter Peter Leacock ging nach Argentinien und kehrte nie wieder zurück. Er soll nicht mehr getrunken, Schiffsbesitzer geworden und das Pseudonym Captain Lewis angenommen haben. Dort lebte er mit einer Frau namens Annie, mit der er einen Sohn gehabt haben soll, der im Alter von 17 Jahren starb. Unterschiedliche Darstellungen gibt es auch hinsichtlich der Rolle und des Einflusses von Leacocks Onkel Edward Phillip Leacock (1853–1927), genannt „E.P.“, dem Leacock 1942 das Buch My remarkable Uncle widmete und den er auch in anderen Essays erwähnt. Ihm wird nachgesagt, als Direktor der Westbourne and North West Railway Company Leacocks Vater und ältesten Bruder 1880 nach Winnipeg geholt zu haben. Als der Vater dort im Gegensatz zum Onkel keinerlei wirtschaftlichen Erfolg hatte, sei er zum Alkoholiker geworden. Eine saubere Trennung zwischen Fiktion und Wahrheit ist diesbezüglich jedoch nahezu unmöglich.
1887 nahm der 17 Jahre alte Leacock ein Studium der modernen und klassischen Sprachen sowie der Literatur am University College der University of Toronto auf, das von steten finanziellen Schwierigkeiten begleitet war. Ein Jahr später verließ er die Universität vorübergehend, um Geld durch Nachhilfe- und Schulunterricht in Strathroy, Uxbridge und schließlich in Toronto zu verdienen. Als er Lehrer am Upper Canada College, seiner Alma Mater wurde, konnte er gleichzeitig Vorlesungen an der Universität besuchen und so sein Studium der Politologie 1891 doch noch abschließen.
1900 heiratete er die Schauspielerin Beatrix Hamilton, genannt Trix, eine Nichte von Sir Henry Pellatt, der von 1911 bis 1914 mit Casa Loma Kanadas größte private Residenz errichten ließ. Erst am 15. August 1915 bekam das Paar – nach 15 Jahren Ehe – ihr einziges Kind, Stephen Lushington, den sie Stevie riefen und der mit einer Behinderung, einem Mangel an Wachstumshormonen, geboren wurde. Er wurde nur gut 1,20 Meter (4 feet) groß.
1903 legte er seine Dissertation The Doctrine of Laissez-faire completed vor und nahm seine Tätigkeit an der McGill-Universität auf, wo er 1908 eine Professur erhielt, die er bis 1936 innehatte.
1925 starb Leacocks Frau Trix. Eine neue Ehe ging er nicht mehr ein.

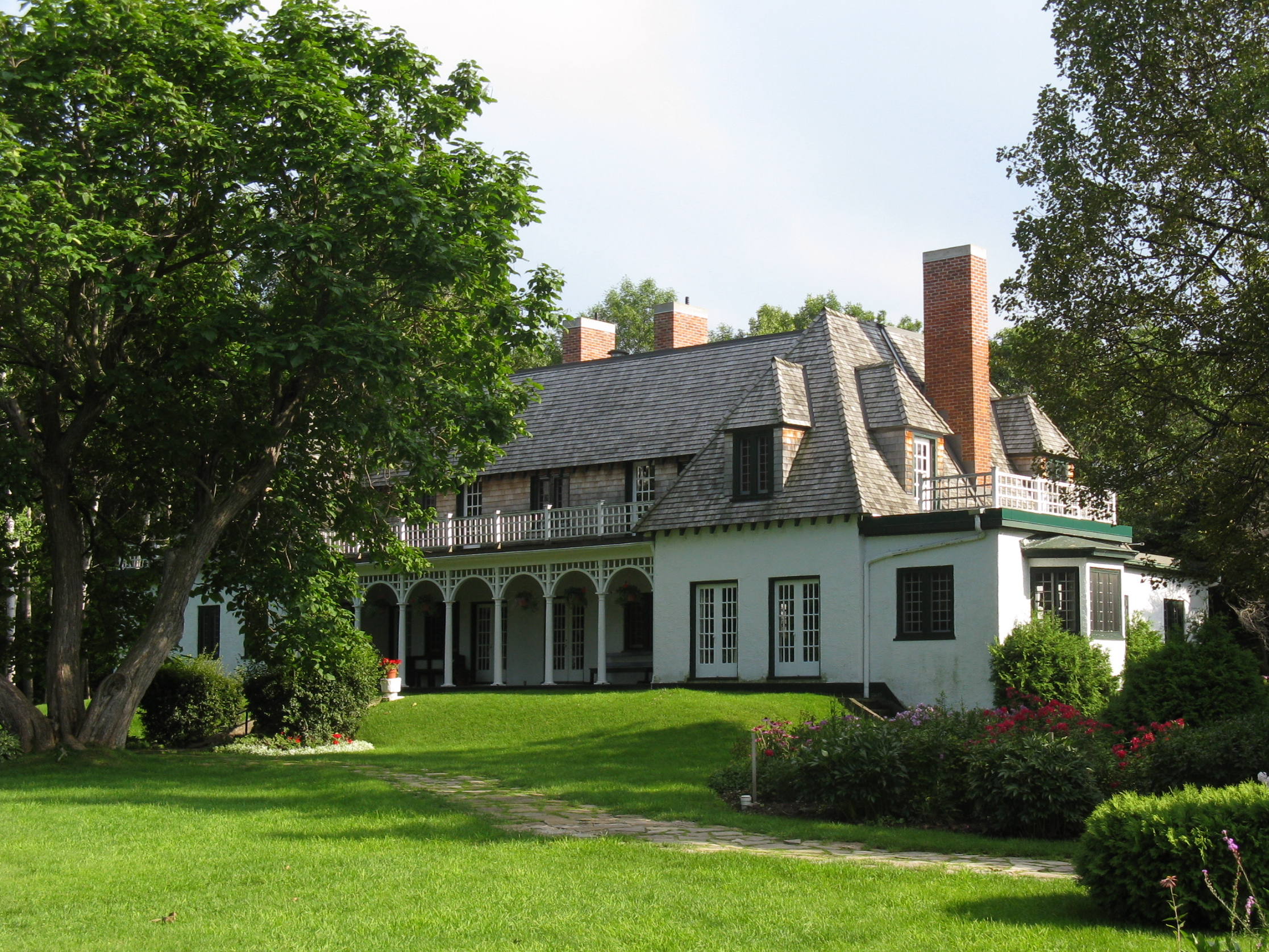
Stephen Leacocks Sommerhaus am Lake Simcoe.

1928 ließ er sich auf einem bereits rund 20 Jahre zuvor erworbenen weitläufigen Grundstück in Orillia an der Old Brewery Bay am Nordufer des Lake Simcoe ein feudales Anwesen errichten, das er während seiner Lehrtätigkeit als Sommerhaus nutzte und in dem er die letzten Jahre seines Lebens verbrachte. Heute ist dort das heute das Stephan Leacock Museum untergebracht. Orillia und der Lake Simcoe sind Vorlage für die Ortschaft „Mariposa“ und den „Lake Wissanotti“ in seinen Sunshine Sketches.
Leacock war ein guter Bekannter von Pelham Edgar, George Washington Johnson und Rudyard Kipling, der 1899 Ehrenbürger an der McGill-Universität geworden war.
1935 wurde Leacock die Mark Twain Medal und 1937 von der Royal Society of Canada die Lorne Pierce Medal für Literatur verliehen.
1936 wurde er emeritiert.
1944 starb er und wurde nach seinem Wunsch auf dem Friedhof an Sibbald's Point von St. George the Martyr in Sutton, Ontario beerdigt. Der Ort liegt auf der anderen Seite des Sees, genau gegenüber seinem Sommerhaus. In diesem Familiengrab wurden auch seine Schwester Rosamond Mary Butler Leacock (1889–1949), die Kinderärztin in Toronto war, und sein Bruder Charles John Cladstone (1871–1951) beigesetzt.
Leacocks ehemaliges Sommerhaus in Orillia gilt heute als von besonderem historischen Wert und wurde am 6. November 1992 zur National Historic Site of Canada erklärt.

## Werk
Seine ersten Arbeiten erschienen während seiner Studienzeit, Leacock für The Varsity, die wöchentlich erscheinende Campus-Zeitung der University of Toronto, schrieb. Seine erste Satire wurde 1894 vom Toronto's Grip magazine und dem US-amerikanischen Magazin Truth and Life veröffentlicht und führte zu zahlreichen weiteren Artikeln in kanadischen und US-amerikanischen Zeitschriften.
Sein Œuvre war ungewöhnlich breit angelegt und führt von Sachbüchern über Politikwissenschaft, Volkswirtschaft und Geschichte über humoristische Erzählungen mit milden Ironisierungen des anglokanadischen Kleinbürgermilieus, Essays und Satiren über das Wesen europäischer Völker sowie Romanen, die sich mit der wirtschaftlichen Depression der 1930er Jahre beschäftigen bis hin zu Mark-Twain- und Charles-Dickens-Biographien.
Sein erstes Buch, Elements of Political Science, wurde 1906 veröffentlicht und entwickelte sich zum Standardwerk. Es wurde in neun Sprachen übersetzt. 1907 ging er auf eine Vortragsreise in Nordamerika und Europa. Es sollte, trotz der guten Verkaufsergebnisse, die er auch mit seiner Prosa erzielte, zu seinen Lebzeiten das Buch bleiben, das ihm den höchsten wirtschaftlichen Erfolg bescherte.
1910 gab er selbst, mit finanzieller Hilfe eines seiner Brüder, sein erstes humoristisches Werk, Literary Lapse, heraus. Es wurde zu einem derart großen Erfolg, dass er in kurzen Abständen Nonsense Novels (1911), Sunshine Sketches of a Small Town (1912), Arcadian Adventures With the Idle Rich (1914), Moonbeams From the Larger Lunacy (1915), Winsome Winnie (1920) und My Discovery of England (1922) folgen ließ.
In Canada: The Foundations of Its Future von 1941 behandelt er die Geschichte Kanadas von der Entdeckung der Norseman über die Neuentdeckung und Kolonialzeit bis zur Gründung des Staates Kanada. In seinem Buch Economic Prosperity in the British Empire von 1930 beschäftigt er sich mit der Wirtschaftslage des Vereinigten Königreichs im Vergleich zu der wirtschaftlichen Entwicklung der Vereinigten Staaten und Nordamerikas.
Leacock kannte Europa gut genug, um in seinen Satiren Winsome Winnie über das Wesen der Engländer zu schreiben und in Die Hohenzollern in Amerika die deutsche Kolonialisierung Nordamerikas durch Wilhelm II. und dessen Scheitern an der dortigen Mentalität darzustellen.
Im deutschen Sprachraum konnte Leacock sich kaum durchsetzen, am ehesten bekannt wurde er mit seiner Sunshine sketches of a little town, einer mit spitzer Feder geschriebenen Geschichtenserie, die eine Parodie auf den Kleinstadtleben in Ontario darstellt. Erste Übersetzungen seiner Werke ins Deutsche erschienen um 1925, wurden unter anderem von Kurt Tucholsky rezensiert und konnten sich bis in die 1950er Jahre halten. Von 1987 bis 1989 gab der Fackelträger-Verlag neu übersetzt drei humoristische Werke heraus.
Trotz seiner Erfolge als Humorist und Satiriker sollte Elements of Political Science sein meistverkauftes Werk bleiben.
Zahlreiche Zitate sind von ihm überliefert, wie beispielsweise:
- Humor ist die freundliche Betrachtung der Ungereimtheiten des Lebens.[19]
- The savage who cracked his enemy over the head with a tomahawk and shouted ha, ha, was the first humorist. (Der Wilde, der seinem Feind einen Tomahawk über den Kopf zog und dabei Haha! rief, war der erste Humorist.)
- Mancher Mann, der in ein Grübchen verliebt ist, begeht den Fehler, das ganze Mädchen zu heiraten.[20]
- Werbung lässt sich als die Wissenschaft bezeichnen, die menschliche Intelligenz so lange einzusperren, bis man Geld von ihr erhält.[21]

## Rezeption und Ehrungen
Seine Nichte Barbara Nimmo schrieb 1944 kurz nach seinem Tod My Remarkable Uncle, seine erste umfassende Biografie wurde 1953 von Ralph L. Curry vorgelegt. Eine andere Nichte Leacocks, Elisabeth Kimball, veröffentlichte 1970 ihre Erinnerungen unter dem Titel The man with the Panama Hat. Alan Anderson folgte 1983 mit Remembering Leacock. Auch David M. Legate, Albert und Theresa Moritz und David Staines gaben Biografien heraus, Timothy Findly, Erika Ritter oder Guy Vanderhaeghe widmeten ihm Essays und zahlreiche andere widmeten ihm Artikel und Erinnerungen. Eine der neuesten Arbeiten über Leacock sind zwei Bücher von Alan Bowker.
Zwei seiner Kurzgeschichten wurden vom National Film Board of Canada als Film produziert, von Gerald Potterton als My Financial Career und The Awful Fate of Melpomenus Jones.
Seit 1947 wird der Stephen Leacock Award for Humour von der Leacock Association verliehen.
Jährlich im Juli richtet das Stephan Leacock Museum ein Literaturfestival aus.
Nach Leacock benannt wurden:
- Stephen Leacock Theatre in Keswick, Ontario
- Stephen Leacock Collegiate Institute in Scarborough, Ontario

Daneben tragen Stephen Leacocks Namen eine Reihe von Universitätsgebäuden, einige Museen und ein Hotel.
1969 gab die Regierung von Kanada eine 6-Cent-Briefmarke zu seinen Ehren heraus. 1970 wurde ein Berg der Eliaskette nach ihm benannt.

## Bibliographie

### Zu Lebzeiten
- Elements of Political Science (1906)
- Baldwin, Lafontaine, Hincks: Responsible Government (1907)
- Practical Political Economy (1910)
- Literary Lapses (1910) einschließlich The New Food
- Nonsense Novels (1911)
- Sunshine Sketches of a Little Town (1912)
- Behind the Beyond (1913)
- Adventurers of the Far North (1914)
- The Dawn of Canadian History (1914)
- The Mariner of St. Malo (1914)
- Arcadian Adventures with the Idle Rich (1914)
- Moonbeams from the Larger Lunacy (1915)
- Essays and Literary Studies (1916)
- Further Foolishness (1916)
- Frenzied Fiction (1918)
- The Hohenzollerns in America (1919)
- Winsome Winnie (1920)
- The Unsolved Riddle of Social Justice (1920)
- My Discovery of England (1922)
- College Days (1923)
- Over the Footlights (1923)
- The Garden of Folly (1924)
- Mackenzie, Baldwin, Lafontaine, Hincks (1926)
- Winnowed Wisdom (1926)
- Short Circuits (1928)
- The Iron Man and the Tin Woman (1929)
- Economic Prosperity in the British Empire (1930)
- The Economic Prosperity of the British Empire (1931)
- The Dry Pickwick (1932)
- Afternoons in Utopia (1932)
- Mark Twain (1932)
- Charles Dickens: His Life and Work (1933)
- Humour: Its Theory and Technique, with Examples and Samples (1935)
- Hellements of Hickonomics in Hiccoughs of Verse Done in Our Social Planning Mill (1936)
- Funny Pieces (1936)
- The Greatest Pages of American Humor (1936)
- Here Are My Lectures (1937)
- Humour and Humanity (1937)
- My Discovery of the West (1937)
- Model Memoirs (1938)
- Too Much College (1939)
- Our British Empire (1940)
- Canada: The Foundations of Its Future (1941)
- My Remarkable Uncle (1942)
- Our Heritage of Liberty (1942)
- Montreal: Seaport and City (1942)
- Happy Stories (1943)
- How to Write (1943)
- Canada and the Sea (1944)
- While There Is Time (1945)
- Last Leaves (1945)
- The Boy I Left Behind Me (1946)
- Wet Wit and Dry Humor
- Laugh with Leacock
- Back to Prosperity
- The Greatest Pages of Charles Dickens
- Essays and Literary Studies

### Posthum
- Last Leaves. 1945
- While There Is Time: The Case Against Social Catastrophe. 1945
- The Boy I Left Behind Me. 1946
- The Doctrine of Laissez-faire. 1997

### In Deutsch
- Übers. E. L. Schiffer-Williams: Humor und Humbug. (Humour and Humanity) Williams, Charlottenburg 1925
- Übers. E. L. Schiffer-Williams: Die Abenteuer der armen Reichen. (Arcadian adventures with the idle rich) Williams, Charlottenburg 1925; wieder Eulenspiegel, Berlin 1955
- Nonsense Novels. Dodo Press, Wokingham 2007 (engl.)
  - Übers. Manfred Bartz: Der Asbestmann und andere Nonsens-Novellen. (Nonsense novels). Fackelträger, Hannover 1987, ISBN 3-7716-1474-0.
  - Hg., Übers. Friedhelm Rathjen: Nonsense Novels. Edition ReJoyce, Südwesthörn 2018, ISBN 978-3-947261-07-9.
- Übers. Manfred Bartz: Die liebreizende Winnie. (Winsome Winnie and other nonsense novels). Fackelträger, Hannover 1988
- Übers. Beate Bartz: Die Hohenzollern in Amerika und andere Satiren. (The Hohenzollern in America and other impossibilities). Fackelträger, Hannover 1989, ISBN 3-7716-1501-1.
- Übers. Angela Uthe-Spencker: Die Wasserfahrt der Pythia-Ritter. In: Stories from Canada – Erzählungen aus Kanada. Langewiesche-Brandt & dtv zweisprachig, 1969